# Colonia Menonita Río Negro
Die Colonia Menonita Río Negro (auch: Menonita Río Negro oder nur Río Negro) ist eine Streusiedlung im Departamento Beni im Tiefland des südamerikanischen Andenstaates Bolivien.

## Lage im Nahraum
Die Colonia Menonita Río Negro liegt in der Provinz Cercado und ist eine Ortschaft im Cantón Javier im Municipio San Javier. Die Siedlung erstreckt sich auf einer Höhe von etwa 174 m in dem landwirtschaftlich neu erschlossenen Gebiet über eine Fläche von 249 Quadratkilometern und wird von 108 Familien bewohnt. Die Gemeinde liegt am linken, westlichen Ufer des Río Negro, der hier in nördlicher Richtung fließt.

## Geographie
Die Colonia Menonita Río Negro ist gekennzeichnet durch ein ganzjährig tropisch heißes und feuchtes Klima.
Die Jahresdurchschnittstemperatur beträgt 26,2 °C, wobei sich die monatlichen Durchschnittstemperaturen zwischen Juni/Juli mit gut 23 °C und Oktober/Dezember von knapp 28 °C nur wenig unterscheiden (siehe Klimadiagramm Trinidad). Der Jahresniederschlag beträgt fast 2000 mm und liegt somit mehr als doppelt so hoch wie die Niederschläge in Mitteleuropa. Höchstwerten von etwa 300 mm in den Monaten Dezember bis Februar stehen Niedrigwerte von etwa 50 mm im Juli/August gegenüber.

## Verkehrsnetz
Die Colonia Menonita Río Negro liegt in einer Entfernung von 119 Straßenkilometern östlich von Trinidad, der Hauptstadt des Departamentos.
Durch Trinidad verläuft die Nationalstraße Ruta 9, die das gesamte bolivianische Tiefland von Norden nach Süden durchquert und von Guayaramerín im äußersten Norden des Landes über Trinidad und Casarabe nach Santa Cruz de la Sierra und weiter bis nach Yacuiba an der Grenze zu Argentinien führt. In Casarabe zweigt eine Nebenstraße nach El Carmen del Iténez zuerst drei Kilometer nach Nordwesten ab und führt dann in nordöstlicher Richtung über Nuevo Israel und Eduardo Avaroa nach La Curva. Drei Kilometer hinter La Curva zweigt eine Nebenstraße nach Nordwesten ab, die nach zehn Kilometern das Zentrum der Colonia Menonita Río Negro erreicht.

## Bevölkerung
Die Einwohnerzahl der Siedlung ist nach der Gründung im Jahr 2006 bis zur letzten Volkszählung deutlich angestiegen:
| Jahr | Einwohner         | Quelle       |
| ---- | ----------------- | ------------ |
| 1992 | keine Detaildaten | Volkszählung |
| 2001 | 0                 | Volkszählung |
| 2012 | 667               | Volkszählung |
| 2024 |                   | Volkszählung |